# Biên niên sử Arthdal
Biên niên sử Arthdal (tiếng Hàn: 아스달 연대기; Romaja: Aseudal Yeondaegi) là một bộ phim truyền hình Hàn Quốc năm 2019 được viết bởi bộ đôi biên kịch Kim Young-hyun và Park Sang-yeon, và đạo diễn bởi Kim Won-seok, dưới sự chỉ đạo sản xuất của Studio Dragon và KPJ, với sự tham gia của Jang Dong-gun, Song Joong-ki, Kim Ji-won và Kim Ok-vin. Được coi là bộ phim lịch sử viễn tưởng đầu tiên của Hàn Quốc, câu chuyện diễn ra trong thời đại đồ đồng và dựa trên câu chuyện của Đàn Quân, người sáng lập vương quốc đầu tiên của Cổ Triều Tiên. Bộ phim được phát sóng trên tvN từ ngày 1 tháng 6 đến ngày 22 tháng 9 năm 2019, vào thứ Bảy và Chủ Nhật lúc 21:00 (KST) với 18 tập. Nó được phát hành trên toàn cầu thông qua Netflix.
Bộ phim là bộ phim truyền hình Hàn Quốc được yêu thích thứ sáu trong những khán giả tại thị trường Hoa Kỳ vào năm 2019 theo Báo cáo Nghiên cứu Người tiêu dùng của Cơ quan Nội dung Sáng tạo Hàn Quốc và là một trong những bộ phim truyền hình Hàn Quốc có tỷ suất người xem cao nhất trong lịch sử truyền hình cáp.

## Nội dung
Ở một vùng đất thần thoại tên là Arth, các cư dân của thành phố cổ đại Arthdal tranh đấu giành quyền lực, trong khi một số gặp phải tình yêu trong cuộc hành trình. Eun-seom trải qua những khó khăn để đưa bộ tộc của mình trở lại cuộc sống và tìm hiểu về nguồn gốc thực sự của mình trong quá trình này.

## Diễn viên

### Danh sách nhân vật
| Nhân vật        | Diễn viên       | Mùa             | Mùa             |
| Nhân vật        | Diễn viên       | 1 (2019)        | 2 (CTB)         |
| Diễn viên chính | Diễn viên chính | Diễn viên chính | Diễn viên chính |
| --------------- | --------------- | --------------- | --------------- |
| Ta-gon          | Jang Dong-gun1  | Chính           |                 |
| Eun-seom / Saya | Song Joong-ki2  | Chính           |                 |
| Tan-ya          | Kim Ji-won3     | Chính           |                 |
| Tae Al-ha       | Kim Ok-vin4     | Chính           |                 |
| Diễn viên phụ   |                 |                 |                 |
| San-ung         | Kim Eui-sung    | Phụ             |                 |
| Asa Ron         | Lee Do-kyung    | Phụ             |                 |
| Hae Mi-hol      | Jo Sung-ha      | Phụ             |                 |
| Dan-byeok       | Park Byung-eun  | Phụ             |                 |
| Moong-tae       | Park Jin        | Phụ             |                 |
| Moo-baek        | Park Hae-joon   | Phụ             |                 |
| Do-ti           | Go Na-hee       | Phụ             |                 |
| Gum-bool        | Song Jae-ryong  | Phụ             |                 |
| Book-soe        | Kim Choong-gil  | Phụ             |                 |
| Kitoha          | Lee Ho-cheol    | Phụ             |                 |
| Hae Tu-ak       | Yoon Sa-bong    | Phụ             |                 |

- ^1  Jung Je-won và Moon Woo-jin thể hiện vai Ta-gon thời niên thiếu và thời trẻ.
- ^2  Kim Ye-joon thể hiện vai Eun-seom thời trẻ.
- ^3  Heo Jung-eun thể hiện vai Tan-ya thời trẻ.
- ^4  Kim Seo-yeon thể hiện vai Tae Al-ha thời trẻ.

### Diễn viên chính

#### Ta-gon

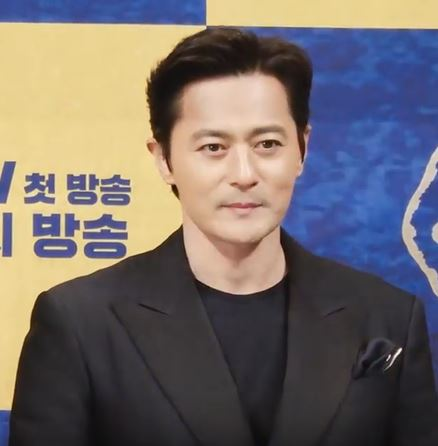
Jang Dong-gun vai Ta-gon.

Ta-gon (Jang Dong-gun) là con trai cả của San-ung, thủ lĩnh của liên minh Arthdal. Được trời phú cho cả trí thông minh và thể chất, anh là một chiến lược gia và chiến binh thiên tài, người đứng đầu quân đội Daekan. Một anh hùng đã chiến thắng người Neanthal trong cuộc đại chiến nhờ chiến lược của mình. Sau cuộc đại chiến, San-ung tuyên bố cuộc đại tàn sát, và ra lệnh diệt chủng Neanthal. Ta-gon đứng lên chỉ huy cuộc đại tàn sát, chứng tỏ khả năng của mình. Dưới sự lãnh đạo của Ta-gon, quân Daekan không chỉ thực thi cuộc đại tàn sát mà còn bình định các bộ lạc nổi dậy đang cố gắng bạo loạn chống lại liên minh Arthdal. Danh tiếng của Ta-gon ở Arthdal tiếp tục tăng cao.
Khi Ta-gon trở thành người anh hùng của tất cả các bộ tộc Arthdal, một người đàn ông đã nhìn anh với một ánh mắt khó chịu đó là cha của anh, San-ung. Mặc dù ban đầu ông hài lòng với những chiến lược xảo quyệt của Ta-gon, nhưng khi danh tiếng của Ta-gon ngày càng được lan rộng thì San-ung dần trở nên khó chịu. Khắc phục bằng ham muốn quyền lực, San-ung cố gắng hạ gục Ta-gon bằng cách gài bẫy anh. Điều này kích động một cuộc chiến giữa cha và con trai, Ta-gon bước qua ngọn đồi của cha mình và nắm quyền kiểm soát Arthdal. Ta-gon cuối cùng trở thành người anh hùng của Arthdal. Ta-gon cũng là người Igutu (con lai giữa Saram và Neanthal); không ai ở Arthdal biết về điều đó ngoại trừ San-ung, Eun-seom, Saya và Tae Al-ha.

#### Eun-seom và Saya

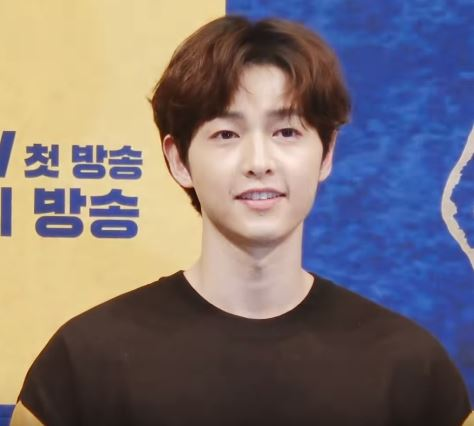
Song Joong-ki vai Eun-seom và Saya, cặp song sinh giống hệt nhau.

Eun-seom and Saya (Song Joong-ki) là anh em sinh đôi giống hệt nhau. Eun-seom là con trai của Asa Hon và người Neanthal, Ragaz. Một thành viên của bộ tộc Wahan ở Iark, người ngoại tộc của Arthdal. Kẻ thù mạnh nhất của Ta-gon trong tương lai. Là kết quả của một mối quan hệ dị tính không được chấp nhận ở Arthdal. Eun-seom và Saya là một chủng tộc hỗn hợp của Saram (con người) và Neanthal, một cặp song sinh người Igutu được sinh ra trong cuộc đại chiến. Một lời tiên tri cũ của Arthdal nói rằng "đứa trẻ được sinh ra vào ngày sao chổi xanh xuất hiện sẽ mang đến tai họa." Và đúng như vậy, vào ngày họ được sinh ra, một vệt sáng màu xanh lam đã tỏa sáng khắp bầu trời. Mẹ của Eun-seom, Asa Hon, sẵn sàng làm bất cứ điều gì để giữ cho Eun-seom sống sót, thoát khỏi Arthdal và đến Iark. Nhưng Asa Hon đã phải đối mặt với cái chết trong chuyến đi đến Iark.
Eun-seom thời trẻ được nuôi lớn trong bộ tộc Wahan của Iark. Người Wahan đã quen thuộc với đôi môi màu tím khác người của Eun-seom và những lớp vảy trên lưng anh, nhưng Eun-seom còn độc đáo hơn cả ngoại hình. Anh có thể sao chép bất kỳ thao tác nào sau khi nhìn thấy nó chỉ một lần, bất kể phức tạp đến mức nào. Vì vậy, anh đã dạy Tan-ya vũ điệu phức tạp của tổ mẫu, được bà cho là phải thành thạo. Ngoài ra, Eun-seom còn là một thợ săn vượt trội hơn so với đồng đội của mình, vì anh cực kỳ mạnh mẽ và nhanh nhẹn. Mặc dù không thể so sánh với người Neanthal, nhưng một người đàn ông bình thường không thể theo kịp sức mạnh và tốc độ của người Igutu. Năng lực phi thường của Eun-seom rất xa lạ đối với Wahan. Mặc dù lớn lên ở Wahan, Eun-seom vẫn là một người ngoại tộc. Người bạn tâm giao duy nhất của anh là Tan-ya, một cô gái Wahan cùng tuổi mà anh đã lớn lên cùng. Đối với Eun-seom, Tan-ya là gia đình của anh, người đã luôn ở bên anh kể từ khi anh còn nhỏ và là người mà anh nảy sinh tình cảm lãng mạn thực sự. Điều này được thể hiện khi anh cố gắng hôn cô trong một lễ hội. Tan-ya là một cô gái chu đáo, luôn chăm sóc cho Eun-seom mỗi khi anh cô đơn vì cô là người bạn duy nhất của anh. Eun-seom yêu Tan-ya và muốn chinh phục cô. Cuối cùng, năng lực và tính cách vượt trội của Eun-seom đã tạo ra một vấn đề lớn, và Eun-seom có nguy cơ bị trục xuất khỏi bộ tộc Wahan. Cùng lúc với cuộc khủng hoảng của Eun-seom, một mối nguy hiểm cũng đến gần vùng đất Iark. Theo lệnh của San-ung, thủ lĩnh của liên minh Arthdal, người muốn chinh phục Iark, Ta-gon và đội quân Daekan đã xuống vách núi đại hắc. Bộ tộc Wahan đã gặp rắc rối. Sau nỗ lực bất thành để cứu Tan-ya, cả Tan-ya và Wahan đều được đưa đến Arthdal. Để cứu họ và tình yêu của anh dành cho Tanya, Eun-seom hướng đến Arthdal, cội nguồn ẩn chứa bí mật của anh.
Mặt khác, về Saya, Ragaz đã mang anh theo khi chạm trán với Mubaek và những người lính Saram của anh. Họ chiến đấu và Ragaz chết, bị giết bởi mũi tên của Ta-gon. Ta-gon tìm thấy Saya ẩn trong bụi cây và anh mang cậu về nhà, giao cậu cho Tae Al-ha nuôi dưỡng. Saya đã dành phần lớn cuộc đời của mình ở khu vực rộng lớn nhất của pháo đài lửa. Danh tính của Saya lần đầu tiên được tiết lộ vào cuối tập 6, mùa 1. Anh được cho thấy là người lôi kéo và có một kế hoạch trả thù, khi anh làm hỏng kế hoạch của Tae Al-ha do cô muốn giết người mà anh yêu, Saenarae. Sau khi gặp Tanya, anh bắt đầu thích cô. Khi tình cảm của anh dần phát triển đối với Tanya, anh trở nên ghen tị với cô do tình cảm của cô dành cho Eun-seom, dẫn đến việc anh muốn chiếm hữu và quyết tâm giữ Tanya bên mình.

#### Tan-ya

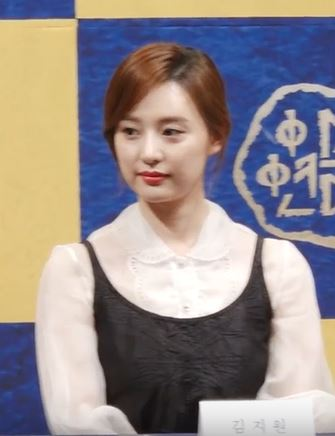
Kim Ji-won vai Tan-ya.

Tan-ya (Kim Ji-won) là con gái của Yeol-son, người kế thừa gia tộc mẫu hệ của bộ tộc Wahan. Đứa trẻ tiên tri được sinh ra với sức mạnh của sao chổi xanh. Vào ngày Tan-ya được sinh ra, mẹ cô đã qua đời trước khi bà có thể gặp người con gái yêu dấu của mình. Tan-ya sinh cùng ngày với Eun-seom, ngày sao chổi xanh xuất hiện trên bầu trời. Nhưng, lời tiên tri của Wahan về sao chổi xanh khác với lời tiên tri của Arthdal: "Người phá vỡ lớp vỏ, sẽ đến vào ngày sao chổi xanh xuất hiện, kèm theo cái chết. Wahan sẽ không còn là Wahan."
Tan-ya là một cô gái Wahan thông minh, xinh đẹp, tươi sáng, định mệnh trở thành người kế thừa gia tộc mẫu hệ tiếp theo. Ở Iark, một vùng đất mà cung tên thậm chí còn chưa được phát minh, cô đã sử dụng một chiếc địu làm công cụ săn bắn của mình. Cô là một chiến binh có khả năng lấy đi mạng sống của một người trưởng thành. Chủng tộc Saram không thể mơ, nhưng các nữ tư tế phải có thể mơ để đủ điều kiện trở thành người kế vị tổ mẫu. Để có được giấc mơ, Tan-ya đã phải vất vả luyện tập và rèn luyện, nhưng cô vẫn chưa gặp được giấc mơ. Hơn nữa, cô cũng chưa thể thuần thục được điệu linh vũ gia tộc mẫu hệ. Khi Tan-ya trở nên thất vọng và áp lực hơn, một ngày nọ, Eun-seom bí mật theo dõi và học điệu linh vũ, đồng thời dạy cho Tan-ya. Cô phát hiện ra rằng Eun-seom có những giấc mơ và lúc đầu, Tan-ya đã nghi ngờ. Đồng thời, cô cảm thấy ghen tị. Nhưng không hề hay biết, cô bắt đầu nảy sinh tình cảm với Eun-seom.
Những ngày đó thật yên bình, cho đến khi quân đội Daekan của Arthdal đến làng Wahan. Tan-ya cuối cùng bị bắt cùng với người Wahan và bị đưa đến vùng đất Arthdal xa xôi. Từng chút một, cô dần nhận ra số phận và sứ mệnh của mình, cùng với sự thật của bộ tộc Wahan.

#### Tae Al-ha

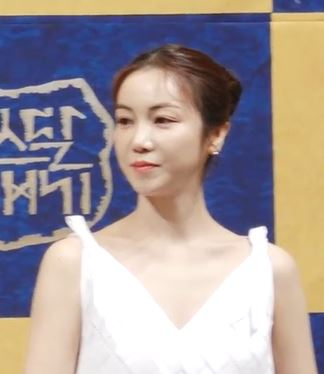
Kim Ok-vin vai Tae Al-ha.

Tae Al-ha (Kim Ok-vin) là con gái của trưởng tộc Hae, Mi-hol. Một nhà khoa học, chiến binh và chính trị gia đầy tham vọng. Người Hae là những người ngoại tộc đến Arthdal đến từ rất xa, băng qua đại dương. Đã không lâu kể từ khi Hae định cư ở Arthdal. Thủ lĩnh của Hae, Mi-hol, đã sử dụng công nghệ đặc biệt của Hae như một phương tiện để sinh tồn ở Arthdal. Là con gái của Mi-hol, Tae Al-ha ngay khi còn nhỏ đã nhận ra rằng nếu bạn không trở nên mạnh mẽ, bạn sẽ chết. Nếu bạn không thể là một người mạnh mẽ, bạn phải đứng về phía một người mạnh mẽ. Đánh giá đúng về người mạnh mẽ là điều duy nhất quan trọng. Điều này đã khắc sâu vào trái tim cô. Hậu duệ của Hae được nuôi dạy để trở thành chuyên gia trong các lĩnh vực khoa học khác nhau, và Tae Al-ha cũng không ngoại lệ. Nhưng mối quan tâm của cô là quyền lực, không phải khoa học. Thay vì làm chủ khoa học, cô muốn kiểm soát các nhà khoa học. Cô tin rằng người có thể tác động đến mọi người để dẫn dắt lịch sử sẽ là người đứng ở đỉnh cao quyền lực.
Với cái nhìn sâu sắc và khả năng phân tích không hề thua kém với cha mình, Tae Al-ha dự đoán sớm rằng Arthdal đang trên bờ vực thay đổi. Mặc dù cô không trải nghiệm nó, nhưng cô có thể biết được nó thông qua lịch sử. Sự phát triển bùng nổ của nông nghiệp và sức mạnh sản xuất của Arthdal cuối cùng sẽ dẫn đến sự ra đời của một quốc gia. Tin rằng các quốc gia được sinh ra giữa những hoài bão và ham muốn, Tae Al-ha tìm thấy Ta-gon. Và như vậy, Ta-gon trở thành người anh hùng của Arthdal. Mọi thứ dường như tuân theo mong muốn và kế hoạch của Tae Al-ha. Cô tận hưởng đặc quyền với tư cách là đồng chí chính trị của Ta-gon. Tae Al-ha không hề sợ hãi, Arthdal dường như là của cô. Tuy nhiên, một đối thủ mạnh đã xuất hiện ở một nơi mà cô không hề ngờ tới.

### Diễn viên phụ

#### Arthdal
Bộ tộc Saenyeok và quân đội Daekan
- San-ung (Kim Eui-sung) là cha của Ta-gon, người đứng đầu bộ tộc Saenyeok. Thủ lĩnh của liên minh Arthdal. San-ung dũng cảm, người đã vươn lên vị trí thủ lĩnh của liên minh Arthdal khi còn trẻ. Ông thông minh và công bằng khi giải quyết vấn đề. Ông đã giành được chiến thắng trong cuộc đại tàn sát tộc Neanthal, nhưng người anh hùng của cuộc chiến này không phải là ông, mà là con trai của ông, Ta-gon. Sự ghen tị của San-ung đối với con trai mình chỉ là một điều nhỏ nhoi khi đó. Nhưng khi Ta-gon bắt đầu đe dọa vị trí thủ lĩnh của liên minh Arthdal, San-ung đã có một quyết tâm khủng khiếp trong lòng.[22]
- Moo-baek (Park Hae-joon) là một chiến binh Daekan cực kỳ điêu luyện, được cho là giỏi nhất. Anh là một kiếm sĩ có thực lực. Anh trai của Mugwang, anh là một người tốt bụng và giàu lòng trắc ẩn. Anh mong muốn hòa bình và bình đẳng của tất cả những người ở Arthdal.[23]
- Dan-byeok (Park Byung-eun) là con trai của San-Woong, anh trai cùng cha khác mẹ của Ta-gon. Vị tướng hiện tại của lực lượng vệ binh của Arthdal. Người kế thừa trưởng tộc Saenyeok. Dan-byeok đã được chọn là người kế vị trưởng tộc từ rất sớm. Mặc dù Ta-gon đã lớn tuổi, nhưng không ai biết mẹ Ta-gon là ai, Dan-byeok cảm thấy không cần phải đề phòng anh. Anh không hiểu tại sao cha anh lại căm thù Ta-gon và đề phòng anh từ khi còn nhỏ. Và vì vậy, anh luôn cảm thấy có lỗi với Ta-gon và dành nhiều thiện cảm cho anh. Với kiếm thuật và thể chất siêu việt, danh tiếng của anh giữa các Saenyeok và liên minh bộ tộc rất cao.[24]
- Gil-sun (Park Hyoung-soo) ban đầu là một thành viên của quân đội Daekan, anh hiện đang là lãnh đạo quân đội của lực lượng vệ binh. Sinh ra từ bộ tộc Hwinsan, sau khi anh chiến đấu cùng với Ta-gon trong cuộc đại tàn sát tộc Neanthal. Anh là người đầu tiên quay trở lại Arthdal và được giao nhiệm vụ giữ hòa bình trong Arthdal với tư cách là một thành viên của lực lượng vệ binh. Một người lính am hiểu chính trị, anh làm việc dưới quyền của các nhà lãnh đạo cấp cao. Anh nhanh chóng nắm bắt được các lợi ích đang bị đe dọa và thay đổi về chính trị.[23]
- Yeon-bal (Choi Young-joon) là một chiến binh Daekan. Là một người dân của bộ tộc Saenyeok và không trung thành với Ta-gon, anh thực hiện nhiệm vụ của mình theo lệnh. Với Mu-baek và Gil-son đứng trên anh, Mu-gwang và Kitoha đứng dưới anh, anh thường là người được sai bảo và thường cảm thấy bị đối xử bất công. Tinh thần tự do và thân thiện, anh thông minh không giống vẻ ngoài của mình.
- Kitoha (Lee Ho-cheol) là một chiến binh Daekan từ bộ tộc Hwinsan với kỹ năng chiến đấu tốt và sức mạnh gần như phi nhân tính. Anh có một tính cách ngông cuồng, thích uống rượu và cờ bạc, nhưng không phù hợp với ngoại hình và khả năng của mình, anh rất mê tín, thậm chí sợ hãi trước những dấu hiệu bất hạnh nhỏ nhất của mình.
- Mu-gwang (Hwang Hee) là một chiến binh Daekan, em trai của Mu-baek. Anh thực hiện những nhiệm vụ độc ác và bẩn thỉu mà không cần xem xét đến đạo đức. Nếu đó là mệnh lệnh của Ta-Gon, anh sẽ tuân theo mà không hối hận. Anh cảm thấy thất vọng với anh trai của mình, Mu-baek, người không quan tâm đến quyền lực và không dao động trong lòng trung thành của mình đối với liên minh. Anh là người tàn bạo nhất trong cách đối xử với người Iark, giết họ không chút do dự.
- Yang-cha (Ki Do-hoon) là một chiến binh Daekan thành thạo trong việc sử dụng vũ khí bằng đồng. Anh luôn đeo một chiếc mặt nạ che miệng, vì phải chịu hình phạt im lặng cho những điều đã xảy ra trong quá khứ. Ta-gon đã ban cho Yang-cha một mệnh lệnh bí mật trong quá khứ. Ta-gon cũng tiết lộ cho Yang-cha cảm xúc thực sự của mình. Trong quân đội Daekan, anh được coi là có thể sánh ngang Mu-baek, được coi là chiến binh xuất sắc nhất của thế hệ tiếp theo.
- Park Ryang-poong (Song Yoo-taek) là một chiến binh Daekan từ một bộ tộc thiểu số nhỏ, người có thể nhận được một sự bổ nhiệm lãnh đạo. Không giống như vẻ ngoài của mình, anh thông minh và nhanh trí, có thể hoàn thành chính xác các nhiệm vụ được giao.
- Dae-dae (Lee Hwang-eui) là sử gia chính của lâu đài liên minh Arthdal. Người đứng đầu của tất cả những người ghi chép các diễn biến trong lâu đài và một nhân viên hành chính. Nhưng vai trò của Dae-dae không chỉ dừng lại ở đó, ông còn phục vụ ở bên cạnh thủ lĩnh của Liên minh Arthdal. Ông không có phán xét nào về các tầng quyền lực, nhưng là một học giả cam kết trung thành vững chắc với chính liên minh.

Bộ tộc Hwinsan
- Asa Ron (Lee Do-kyung) là thượng tế của bộ tộc Hwinsan, ông điều khiển các nghi thức và nghi lễ tôn giáo. Là trưởng lão người đứng đầu đại thần điện phục vụ 8 vị thần của Arthdal, ông là người đứng ở đỉnh cao quyền lực của Arthdal. Tuy nhiên, Asa Ron có một điều còn thiếu sót, ông chỉ xuất thân từ hậu duệ khác hệ của mẹ Asa Shin vĩ đại. Ông có thể truyền đạt ý muốn của thần linh, nhưng ông không thể tự mình gặp gỡ các vị thần. Do đó, Asa Ron dẫn dắt gia tộc của mình không phải bằng sức mạnh của khả năng bẩm sinh của mình, mà bằng khả năng phán đoán chính trị xuất sắc của mình.[22]
- Asa Sakan (Son Sook) là một thành viên của tộc Asa, tổ mẫu của bộ tộc Hwinsan. Tổ mẫu vĩ đại nhất của bộ tộc Hwinsan, người bảo vệ các hang động linh thiêng của Hwinsan, người có ảnh hưởng lớn đến các quyết định của đại thần điện. Bà tin rằng nhiệm vụ của mình là bảo vệ sức mạnh thần thánh của tộc Asa và liên minh Arthdal.[23]
- Asa Mot (Seo Eun-ah) là một thành viên của tộc Asa, nữ tư tế trưởng, cô tổ chức các nghi thức và nghi lễ của Arthdal dưới thời Asa Ron. Cô cũng được Asa Ron tin tưởng để quản lý đại thần điện. Cô tin rằng cơ thể của cô thuộc về Airuzu, trái tim của cô dành cho Isodunyong, cô kiên định với đức tin và nguyên tắc của mình, một người theo chủ nghĩa chính thống còn cứng rắn hơn Asa Ron.
- Asa Yon (Jang Yool) là một linh mục của tộc Asa, ban đầu anh phục vụ trong hang động thiêng liêng của Hwinsan, sau Isodunyong. Tuy nhiên, anh được Asa Ron chú ý và được chuyển đến đại thần điện, trở thành một linh mục phục vụ 8 vị thần. Thông minh và là một người theo chủ nghĩa hiện thực, anh có xung đột với Asa Mot.[22]
- Asa Moo (Park Ji-won) là một nữ tư tế xinh đẹp của tộc Asa, người truyền đạt những lời của Isodunyeong. Cô luôn tỏ ra say sưa, với vẻ ngoài đờ đẫn và những lời nói lắp bắp. Cô nhảy múa bên trong đại thần điện và cất tiếng khóc mỗi khi nhận được thông điệp từ các vị thần.
- Asa Hon (Choo Ja-hyun) là một thành viên của tộc Asa, mẹ của Eun-seom và Saya. Cô được giao nhiệm vụ chuyển quà cho Neanthal và tại một Atturad đang bốc cháy, cô đã chứng kiến sự tàn ác của tộc Saram. Sau đó, cô trốn thoát cùng người Neanthal, Ragaz và trót yêu anh, cuối cùng sinh ra cặp song sinh Eun-seom và Saya. Bị đoàn quân Daekan truy đuổi, Asa Hon đưa Eunsom trẻ tuổi xuống vách núi đại hắc, cố gắng tiến về phía Iark.[25]

Bộ tộc Hae
- Hae Mi-hol (Jo Sung-ha) là trưởng tộc Hae, cha của Tae Al-ha. Bậc thầy về khoa học và thông tin của Arthdal, chủ sở hữu của pháo đài lửa. Khoảng 50 năm trước, Mi-hol đến Arthdal khi còn nhỏ. Nhưng ông đã giúp những người trưởng thành của bộ tộc Hae bắt đầu một hoạt động nông nghiệp quy mô lớn. Ông đã chế tạo ra các nhạc cụ bằng đồng và mang lại sự dồi dào cho Arthdal, cho phép Hae đạt được trạng thái như hiện tại. Mihol quan sát nền chính trị Arthdalian đang thay đổi nhanh chóng, trong khi tính toán các bước đi của mình. Ông lập chiến lược và lên kế hoạch tỉ mỉ để đảm bảo sứ mệnh và sự sống còn của bộ tộc Hae. Nhưng một điều mà ông đã không tính đến là con gái của mình, Tae Al-ha.[26]
- Hae Tu-ak (Yoon Sa-bong) là một chiến binh của Hae, người phục vụ thân cận nhất của Tae Al-ha. Mặc dù có vẻ ngoài hào hoa và vụng về nhưng cô lại là cánh tay phải của Tae Al-ha. Vẻ ngoài của cô có thể cho thấy cô có một thân hình to lớn và di chuyển ngớ ngẩn, nhưng cô là một nữ chiến binh giỏi võ thuật. Điểm hấp dẫn của Hae Tu-ak là cô sẽ đè bẹp cánh tay của những kẻ tấn công mình bằng cách nói những lời vô tội qua miệng.
- Hae Yeo-bi (Park Sung-yeon) là thuộc hạ thân cận nhất của Mi-hol, người đã cống hiến cả cuộc đời cho sự tồn vong của bộ tộc Hae. Dưới sự chỉ đạo của Mi-hol, cô hiện đang theo dõi chặt chẽ Tae Al-ha, người mà cô đã tự tay nuôi nấng. Không chút cảm xúc, cô nghiêm khắc khiển trách và xúc phạm Tae Al-ha. Có kỹ năng võ thuật, cô đôi khi đụng độ với Hae Tu-ak, người hoàn toàn trái ngược với cô.
- Hae Heul-lip (Bae Ki-beom) là nhà sử học của bộ tộc Hae, người thu thập thông tin của Mi-hol. Đối với ông, lời của Mi-hol là luật. Thông minh với khả năng hành động nhanh chóng, ông chiếm được lòng tin của Mi-hol. Ông được giao nhiệm vụ ghi lại thông tin về Arthdal và tất cả các bộ tộc trên vùng đất Arth.
- Hae Al-yong là nhà sử học trưởng của bộ tộc Hae. Ông duy trì thư viện của pháo đài lửa, nơi chứa 5,000 tập sách bằng tre và da. Mặc dù chỉ có 5,000, vào thời điểm đó, con số này tương đương với tất cả các cuốn sách của vùng đất Arth và vùng đất Aniachu. Al-yong, người duy trì và xuất bản những cuốn sách này được người dân của liên minh Arthdal gọi là Al-yong the Sage.
- Hae Ga-eun là nhà công nghệ nông nghiệp của bộ tộc Hae có bộ não siêu việt nên cô am hiểu về các loài và giống của tất cả các loài thực vật.
- Hae Kka-dak (Lim Jin-woong) là nhà công nghệ đồng của bộ tộc Hae. Mặc dù anh thường lười biếng và thiếu hiểu biết, anh là người làm đồ đồng giỏi nhất trong bộ tộc Hae.
- Hae Ddae-mun là con trai nhỏ của Hae Kka-dak. Chỉ cần nghe họ nói chuyện, bạn có thể bối rối không biết ai là cha, ai là con trai. Anh sẽ cáu gắt với bạn khi bạn ít ngờ tới nhất.

#### Bang hội Bachi
- Ha-rim là người thầy thuốc của Arthdal. Sinh ra ở bộ tộc Hwinsan, ông là thần y hàng đầu của Arthdal. Ngoài kỹ năng phẫu thuật, ông còn có thể nhận ra bất kỳ loại dược liệu nào trong nháy mắt. Kỹ năng y học xuất sắc của ông đã góp phần đưa chiến lược của Ta-gon thành hiện thực. Nếu không có Ha-rim, Arthdal đã không chiến thắng trong cuộc đại tàn sát tộc Neanthal. Ông mang trong mình gánh nặng tội lỗi, biết rằng nhiều người Neanthal đã chết trong cuộc đại chiến và Asa Hon, người không biết về âm mưu, đã mất tích, không ai biết liệu cô đã chết hay còn sống.
- Chae-eun (Go Bo-gyeol) là một phụ nữ ngành y, con gái của Ha-rim, người đã học y một cách tự nhiên nhờ theo dõi cha mình từ khi còn nhỏ. Thông minh và sáng sủa, nếu các bộ tộc liên minh không tìm thấy Ha-rim, họ sẽ tìm đến Chae-eun. Ha-rim tìm thấy nhiều sự hỗ trợ từ Chae-eun. Cô không có thành kiến với người Neanthal hay Igutu và cô đã giúp đỡ Eun-seom khi anh đến từ Iark.[27]
- Nun-byeol (Ahn Hye-won) là em gái của Chae-eun, con gái thứ hai của Ha-rim, người được ông cứu khỏi chiến trường và nuôi nấng như con của mình, thực ra là một đứa trẻ mồ côi trong chiến tranh, một người Neanthal được nhận nuôi. Lo sợ cho thể chất yếu đuối bẩm sinh của cô sau khi ông cắt hầu hết các mạch máu của cô để khiến cô yếu đi để không ai nhận ra sức mạnh của cô như những người Neanthal, Ha-rim đã dạy cho Nun-byeol cách đấu kiếm. Cô sao chép các thao tác, nhưng không có sức lực đằng sau chúng và dễ dàng mệt mỏi dù chỉ là một chút thực hành. Đối với tất cả sự yếu đuối của cô, Nun-byeol có Chae-eun, người chị mạnh mẽ và thông minh là người bảo vệ cô.
- Su-chin là một thuộc hạ của ngôi đền y học, người vốn xuất thân từ một bộ tộc thiểu số nhỏ. Anh sẽ tuân theo mọi mệnh lệnh từ Ha-rim và Chae-eun.
- Mu-Myung-jin là một nghệ nhân làm việc trong khu nhuộm vải, xuất thân từ bộ tộc Hwinsan.
- Ul-baek là trưởng bang hội Bachi, xuất thân từ bộ tộc Saenyeok, ông là người có ảnh hưởng lớn nhất tại các khu chợ ở Arthdal
- Turihan là một thành viên của bang hội Bachi, người rất tự hào khi xuất thân từ bộ tộc Hwinsan. Anh là một tín đồ của tộc Asa.
- Ra-im là một thành viên của bang hội Bachi, người không sinh ra trên vùng đất Arth, nhưng rất tự hào khi trở thành một phần của liên minh Arthdal.

#### Iark (Bộ tộc Wahan)
- Yeol-son (Jung Suk-yong) là trưởng tộc Wahan, cha của Tan-ya. Ông có đôi bàn tay khéo léo và sử dụng chúng để khéo léo tạo ra các tác phẩm điêu khắc nhỏ, đồ nội thất hoặc vũ khí. Những phát minh của ông là những vật phẩm quý hiếm chưa từng được các thị tộc xung quanh nhìn thấy và rất được thèm muốn trong việc đổi chác. Một ngày nọ, các chiến binh của Arthdal đến Iark và Yeol-son bị bắt đến Arthdal. Ở Arthdal, nơi nền văn minh đang phát triển, một người học nhanh nhẹn, thông minh như Yeol-son rất được coi trọng. Yeol-son ngây thơ thích nghi với cách thức của một nền văn minh và đóng một phần quan trọng trong lịch sử của Arth.
- Cho-seol (Kim Ho-jung) là tổ mẫu của bộ tộc Wahan, người được coi là một sự tồn tại cao quý trong bộ tộc. Bà chọn Tan-ya, đứa trẻ của sao chổi xanh, làm người kế vị tiếp theo. Là một nữ tư tế, bà cảm nhận được rằng một sự thay đổi to lớn đang diễn ra trên vùng đất Iark và gia tộc Wahan. Bà cũng suy đoán rằng Tan-ya sẽ là trung tâm của sự thay đổi đó. Bà luôn lo lắng rằng Eun-seom và Tan-ya có mối quan hệ thân thiết không thể đoán trước. Nhìn lại những quy tắc bị cấm của Wahan đã được lan truyền qua nhiều thế hệ của gia tộc mẫu hệ, sự tồn tại của Eun-seom là mối nguy hiểm đối với gia tộc Wahan.[28]
- Dal-sae (Shin Joo-hwan) là thợ săn và chiến binh vĩ đại nhất của Wahan, người kế thừa của gia tộc, nhưng một khi anh bị bắt đến Arthdal, điều đó nhanh chóng bị lãng quên và sống sót là điều duy nhất còn sót lại trong tâm trí anh. Ở Iark, Dal-sae luôn chọn Eun-seom, làm đối thủ của mình, nhưng lại trở thành đồng đội thân thiết nhất của Eun-seom trong tương lai.
- Moong-tae (Park Jin) là một chiến binh Wahan có nhiều nỗi sợ hãi, anh mắc nhiều lỗi lầm trong khi đi săn vì khi sinh ra đã không có sự nhanh nhẹn. Tuy nhiên, anh có một sức mạnh tuyệt vời mà khó có thể tin rằng nó thuộc về một con người. Chàng trai trẻ mạnh mẽ nhưng nhút nhát này đã nhanh chóng khuất phục trước sức mạnh quân sự tàn ác của Arthdal.
- Teo-dae (Yang Kyung-won) là một chiến binh Wahan thuần khiết và mặt dày, là thợ săn lành nghề tiếp theo sau Dal-sae giữa Wahan.
- Book-soe (Kim Choong-gil) là một chiến binh Wahan, người có thể trông giống như anh cả, nhưng anh có trái tim mong manh của một đứa trẻ. Anh thích ăn và khi anh ở Iark, anh luôn có một miếng đồ ăn vặt trong miệng.
- Do-ti (Go Na-hee) là một đứa trẻ Wahan sống sót sau ngày thảm sát bộ tộc Wahan. Sau đó, cô đi cùng Eun-seom đến Arthdal và trải nghiệm một thế giới đầy chấn động. Mặc dù cô cằn nhằn Eun-seom một cách ngổ ngáo, nhưng chính sự tồn tại của cô đã mang lại sức mạnh cho Eun-seom.
- Wooroomi (Kim Bi-bi) là mẹ của Do-ti, người bắn ná giỏi nhất ở Wahan.

#### Neanthal
- Ragaz (Teo Yoo) là cha của Eun-seom và Saya. Anh gặp Asa Hon lần đầu tiên trên đỉnh núi Hwinsan khi Sa-nung và tộc Saram đề xuất liên minh với tộc Neanthal. Asa Hon là người phiên dịch cho Sa-nung vì cô hiểu ngôn ngữ của người Neanthal. Họ gặp lại nhau trong quá trình đốt cháy Atturad khi Asa Hon được gửi đến đó và vô tình bị thủ lĩnh liên minh, Sa-nung dùng làm vật hiến tế để chuyển những món quà cố tình gây ra dịch bệnh ở tộc Neanthal. Trong cơn thịnh nộ, Ragaz đã có ý định giết Asa Hon ngay từ đầu nhưng chưa thể thực hiện được thì anh bất ngờ khuỵu xuống và đổ máu. Asa Hon sau đó đã quỳ xuống và xin lỗi anh. Tại thời điểm đó, Ragaz nhận thấy tấm lòng tốt của Asa Hon khi cô đang ôm một đứa bé người Neanthal. Cô cũng gợi ý rằng họ nên cứu những đứa trẻ còn lại của tộc Neanthal. Trong khi cuộc đại tàn sát vẫn đang diễn ra, Ragaz và Asa Hon đã nảy sinh tình cảm và cô đã mang thai cặp song sinh, Saya và Eun-seom. Anh là người trưởng thành cuối cùng sống sót của tộc Neanthal từ cuộc đại tàn sát. Sau khi cất giấu con trai cả của mình dưới một bụi rậm khỏi đội quân Daekan, anh đã chiến đấu và giết một số chiến binh Deakan, gần như giết chết chiến binh giỏi nhất của Deakan, Mu-baek trong quá trình này nhưng đã chết ngay sau khi bị Ta-gon trẻ tuổi bắn một mũi tên vào cổ. Theo những lời cuối cùng mà anh nói trước khi chết, anh đã thấy người Saram đối mặt với ngày tận thế của họ bằng cách giết lẫn nhau trong giấc mơ của anh. Tuy nhiên, họ không hiểu thông điệp của anh.[29]
- Raknrup (Moon Jong-won).
- Muteurubeu (Ok Go-won).
- Yiseuroobeu (Song Jong-ho).
- Rottip (Nichkhun).[30]

#### Bộ tộc Momo
- Karika (Erika Karata) là Xabara (người đứng đầu) của bộ tộc Momo.
- Tapien (Shim Eun-woo) là vợ của Sateunik.

#### Doldambool
- Ipsaeng (Kim Sung-cheol)[31]
- Badoru (Tae Won-seok)
- Sateunik (Jo Byung-gyu)[32][33]
- Chanaraki (Baek Seung-ik)
- Syoreujakin (Kim Do-Hyun)
- Koldu (Ryoo Sung-hyun)

### Diễn viên khách mời
- Gitoha (Choi Moo-sung)[24]
- Saenarae (Kim Ji-soo)[31]
- Teo-dae (Yang Kyung-won)
- Black Tongue of Shaiti In (Song Geon-hee)

## Đón nhận

### Đánh giá chuyên môn
Bộ phim nhận được nhiều ý kiến trái chiều. Nó đã bị chỉ trích bởi những người hâm mộ của Game of Thrones vì có những điểm tương đồng với bộ phim đó, trong khi các nhà phê bình cảm thấy rằng nó sử dụng CGI kém, có một cốt truyện công thức, tương tự như các phim truyền hình giả tưởng nước ngoài khác và phim xoay quanh thời cổ đại và có cốt truyện chậm, có thể khiến người xem mất hứng thú. Người xem cũng rất hoang mang trước bối cảnh lịch sử, vì bộ phim lấy bối cảnh thời đại đồ đồng nhưng dàn diễn viên được nhìn thấy mặc áo giáp và vũ khí dù không thuộc về thời đại đó.
Ngược lại, bộ phim được khen ngợi vì cốt truyện lôi cuốn và bối cảnh độc đáo, chạm vào các chủ đề như ý nghĩa của bộ tộc, liên minh và quốc gia, cũng như tôn giáo. Biên kịch Park Sang-yeon nói rằng, "Tôi thậm chí sẽ không nghĩ đến việc so sánh bộ phim của chúng tôi với [Game of Thrones] và tôi không nghĩ mục tiêu của chúng tôi là tạo ra thứ gì đó tương tự... Tôi sẽ không cố gắng tuyên bố làm bất cứ điều gì tương tự như chương trình và tôi không nghĩ đó là một sự so sánh thích hợp." Anh nói thêm, "Chúng tôi đã cố gắng tạo ra một bộ phim tuyệt vời bằng cách xây dựng một thế giới hư cấu của riêng mình bằng trí tưởng tượng của chúng tôi và tôi hy vọng bạn sẽ nhìn nhận bộ phim của chúng tôi như vậy."
Bộ phim nhận được tỷ suất người xem thấp hơn mong đợi, so với kinh phí khổng lồ của nó, nhưng tập đầu tiên đã nhận được xếp hạng 6,7% và đạt mức cao nhất là 8%, đặt nó lên vị trí đầu tiên cho tất cả các bộ phim truyền hình trong khung giờ của nó, bao gồm cả các kênh truyền hình công cộng. Nó đã đạt được xếp hạng cao vào ngày 9 tháng 6, với tập 4 của nó, đạt mức tỷ suất người xem trung bình là 7,7% trên toàn quốc, tăng 1,3% so với tối hôm trước. Bộ phim đạt tỷ suất người xem cao nhất là 8,9% trên toàn quốc.

### Tranh cãi
Đội ngũ sản xuất đã bị chỉ trích vì ngược đãi nhân viên sản xuất của mình. Đội ngũ sản xuất đã bị buộc tội vi phạm luật lao động từ các nhóm công dân địa phương, bao gồm Hanbit Media Labor Rights Center và Hope Solidarity Labor Union, vì đoàn phim đã phải chịu một môi trường làm việc "giết người" khiến họ phải làm việc 150 giờ một tuần. Các tổ chức đã báo cáo Studio Dragon cho Seoul Employment and Labor Administration. Các tiêu chuẩn đã được hãng phim nhất trí và công bố vào tháng 9 năm ngoái để nâng cao môi trường lao động của nhân viên.
Studio Dragon đã phản ứng lại các cáo buộc, nói rằng họ tuân thủ các quy tắc lao động của riêng mình, nhưng thừa nhận rằng họ đã quay 113 giờ trong tuần họ đến Brunei để tận dụng tối đa thời gian quay phim ở nước ngoài. Hãng phim đã phủ nhận các báo cáo rằng một nhân viên bị thương đã bị phớt lờ và được yêu cầu tiếp tục làm việc.

## Sản xuất
Dàn diễn viên và đoàn làm phim đã tham dự một buổi tập huấn ở Yangju, Gyeonggi-do, vào ngày 21 tháng 8 năm 2018. Buổi đọc kịch bản đầu tiên được tổ chức vào ngày 26 tháng 8 năm 2018. Việc quay phim chính thức bắt đầu vào ngày 5 tháng 12 năm 2018 với lễ ra mắt phim trường, quá trình xây dựng diễn ra trong 8 tháng. Bộ phim được quay ở nước ngoài tại Brunei. Song Joong-ki khởi hành đầu tiên vào ngày 24 tháng 2 năm 2019.
Bộ phim đóng vai trò như một dự án tái hợp cho Song Joong-ki và Kim Ji-won, cả hai đã tham gia bộ phim truyền hình ăn khách Hậu duệ mặt trời vào năm 2016.
Vào ngày 12 tháng 2 năm 2020, có thông báo rằng bộ phim đã được gia hạn cho mùa 2. Vào ngày 11 tháng 6 năm 2020, có thông báo rằng lịch trình sản xuất đã bị hoãn lại do đại dịch COVID-19 và đã loại trừ kế hoạch phát sóng vào năm 2021.

## Nhạc phim

### Phần 1
| Phát hành vào 6 tháng 7 năm 2019 | Phát hành vào 6 tháng 7 năm 2019          | Phát hành vào 6 tháng 7 năm 2019 | Phát hành vào 6 tháng 7 năm 2019 | Phát hành vào 6 tháng 7 năm 2019 | Phát hành vào 6 tháng 7 năm 2019 |
| STT                              | Nhan đề                                   | Phổ lời                          | Phổ nhạc                         | Nghệ sĩ                          | Thời lượng                       |
| -------------------------------- | ----------------------------------------- | -------------------------------- | -------------------------------- | -------------------------------- | -------------------------------- |
| 1.                               | "The Poem of Destiny (운명의 시)"         | Seo Dong-sung                    | Park Sung-il                     | Ailee                            | 3:39                             |
| 2.                               | "The Poem of Destiny (운명의 시)" (Inst.) |                                  | Park Sung-il                     |                                  | 3:39                             |
| Tổng thời lượng:                 | Tổng thời lượng:                          | Tổng thời lượng:                 | Tổng thời lượng:                 | Tổng thời lượng:                 | 7:18                             |

### Phần 2
| Phát hành vào 22 tháng 9 năm 2019 | Phát hành vào 22 tháng 9 năm 2019 | Phát hành vào 22 tháng 9 năm 2019 | Phát hành vào 22 tháng 9 năm 2019 | Phát hành vào 22 tháng 9 năm 2019 | Phát hành vào 22 tháng 9 năm 2019 |
| STT                               | Nhan đề                           | Phổ lời                           | Phổ nhạc                          | Nghệ sĩ                           | Thời lượng                        |
| --------------------------------- | --------------------------------- | --------------------------------- | --------------------------------- | --------------------------------- | --------------------------------- |
| 1.                                | "Bloody Dreams (붉은 꿈)"         | Seo Dong-sung                     | Park Sung-il                      | Hareem                            | 3:35                              |
| 2.                                | "Bloody Dreams (붉은 꿈)" (Inst.) |                                   | Park Sung-il                      |                                   | 3:35                              |
| Tổng thời lượng:                  | Tổng thời lượng:                  | Tổng thời lượng:                  | Tổng thời lượng:                  | Tổng thời lượng:                  | 7:10                              |

### Phần đặc biệt
| Phát hành vào 22 tháng 10 năm 2019 | Phát hành vào 22 tháng 10 năm 2019                                 | Phát hành vào 22 tháng 10 năm 2019 | Phát hành vào 22 tháng 10 năm 2019 |
| STT                                | Nhan đề                                                            | Nghệ sĩ                            | Thời lượng                         |
| ---------------------------------- | ------------------------------------------------------------------ | ---------------------------------- | ---------------------------------- |
| 1.                                 | "The Poem of Destiny" (운명의 시)                                  | Ailee                              | 3:39                               |
| 2.                                 | "Bloody Dreams" (붉은 꿈)                                          | Hareem                             | 3:35                               |
| 3.                                 | "Arthdal Chronicles" (아스달 연대기)                               | Kim Jun Suk                        | 1:09                               |
| 4.                                 | "Arth, The Prelude To All Legends" (아스, 그 모든 전설의 서곡)     | Park Sung Il & Kim Sun Kyung       | 4:40                               |
| 5.                                 | "Arthdal, The Eternal Dream!" (아스달, 그 영원한 꿈!)              | Jung Se Rin                        | 5:09                               |
| 6.                                 | "The Beginning Of A Legend" (전설의 시작)                          | Kim Joon Suk                       | 3:06                               |
| 7.                                 | "Tagon's Song" (타곤의 노래)                                       | Park Sung Il                       | 2:43                               |
| 8.                                 | "But I Want You" (그래도 나는 너를 바란다)                         | Judah Earl                         | 3:04                               |
| 9.                                 | "An Unfinished Story" (끝나지 않은 이야기)                         | Kim Joon Suk                       | 3:46                               |
| 10.                                | "A Strong Will" (굳센 의지)                                        | Lee Yoon Ji                        | 3:44                               |
| 11.                                | "An Unforgettable Name" (버릴 수 없는 이름)                        | Judah Earl                         | 3:47                               |
| 12.                                | "War In The Silence" (고요 속의 전쟁)                              | Noh Yoo Rim                        | 3:53                               |
| 13.                                | "Unexpected Intruder" (예상치 못한 침입자)                         | Joo In Ro                          | 2:21                               |
| 14.                                | "I'll Go Save You" (널 구하러 갈게)                                | Shin Yoo Jin                       | 3:10                               |
| 15.                                | "High Priest Niruha!" (대제관 니르하시여!)                         | Lee Roo Ri                         | 3:24                               |
| 16.                                | "To Their Glorious Deaths" (빛나는 죽음을 위하여)                  | Park Sung Il                       | 3:23                               |
| 17.                                | "Taealha" (태알하)                                                 | Goo Bon Choon                      | 1:35                               |
| 18.                                | "Inverted Sky" (뒤집히는 하늘)                                     | Kim Hyun Do                        | 3:41                               |
| 19.                                | "The Chase Of Daekan" (대칸의 추격)                                | Judah Earl                         | 3:13                               |
| 20.                                | "The Man Who Killed His Father" (아버지를 죽인 자)                 | Judah Earl                         | 3:03                               |
| 21.                                | "You'll Kill Them All" (모두 죽이게 될 것이다)                     | Kim Hyun Do                        | 3:17                               |
| 22.                                | "The Advance Of Tagon" (타곤의 진격)                               | Son Sung Rak                       | 2:43                               |
| 23.                                | "The Edge Of The World" (세상의 끝)                                | Lee Roo Ri                         | 3:04                               |
| 24.                                | "A Land Of Conflicting Desires" (욕망이 부딪치는 땅)               | Greg Johnson                       | 3:57                               |
| 25.                                | "Chaos Continues" (혼돈의 연속)                                    | Kim Hyun Do                        | 5:19                               |
| 26.                                | "A Chasing Sword" (조여오는 검)                                    | Greg Johnson                       | 3:42                               |
| 27.                                | "Alive God, Aramun Haesulla" (살아있는 신, 아라문해슬라)           | Park Sung Il                       | 3:16                               |
| 28.                                | "Eunseom And Saya" (은섬과 사야)                                   | Lee Roo Ri                         | 3:11                               |
| 29.                                | "People Fallen Into Grief" (눈물에 묶인 자들)                      | Jung Se Rin                        | 2:42                               |
| 30.                                | "The Great Black Cliff" (대흑벽)                                   | Lee Yoon Ji                        | 3:07                               |
| 31.                                | "To The Sea Of Momo" (모모의 바다로)                               | Kim Sun Kyung                      | 2:19                               |
| 32.                                | "A Town In Ruins" (폐허가 된 마을)                                 | Lee Yoon Ji                        | 2:44                               |
| 33.                                | "A Lonely King" (외로운 왕)                                        | Kim Joon Suk                       | 2:56                               |
| 34.                                | "Fate Divided By Choice" (운명을 가른 선택)                        | Jung Se Rin                        | 3:14                               |
| 35.                                | "The Last Greeting Under Moonshine" (달빛 아래 마지막 인사)        | Jung Se Rin                        | 4:30                               |
| 36.                                | "Unfocused" (어긋난 힘)                                            | Noh Yoo Rim                        | 3:09                               |
| 37.                                | "The Blue Nova And The Foretold Child" (푸른 객성, 그 예언의 아이) | Lee Roo Ri                         | 3:33                               |
| 38.                                | "A Misfortune" (비운)                                              | Lee Yoon Ji                        | 2:41                               |
| 39.                                | "Sad Confession" (슬픈 고백)                                       | Jung Se Rin                        | 4:02                               |
| 40.                                | "A Child In The Tower" (탑 속의 아이)                              | Park Sung Il                       | 3:26                               |
| 41.                                | "Horrible Death" (참혹한 죽음)                                     | Lee Yoon Ji                        | 2:41                               |
| 42.                                | "The Story Goes On" (이야기는 이어진다)                            | Judah Earl                         | 3:01                               |
| 43.                                | "The Three Of Us" (같은 날 태어난 우리 셋)                         | Lee Roo Ri                         | 4:39                               |
| 44.                                | "Chaos" (혼돈의 연속)                                              | Goo Bon Choon                      | 2:34                               |
| 45.                                | "Hidden Story" (숨겨둔 이야기)                                     | Lee Roo Ri                         | 2:26                               |
| 46.                                | "The Confrontation Of Anger" (분노의 대립)                         | Noh Yoo Rim                        | 2:52                               |
| 47.                                | "Capturing Race" (수 싸움)                                         | Kim Jung Wan                       | 2:33                               |
| 48.                                | "The Power To Protect" (지키려는 힘)                               | Goo Bon Choon                      | 2:49                               |
| 49.                                | "Curse Of Death" (죽음의 저주)                                     | Shin Yoo Jin                       | 2:42                               |
| 50.                                | "Bloody Bracelet" (피 묻은 팔찌)                                   | Lee Roo Ri                         | 3:13                               |
| 51.                                | "Blood of Igutu" (이그트의 피)                                     | Joo In Ro                          | 3:11                               |
| 52.                                | "Crisis Of Arth" (아스의 위기)                                     | Kim Hyun Do                        | 3:00                               |
| 53.                                | "Sword Battle" (단칼의 승부)                                       | Joo In Ro                          | 3:22                               |
| 54.                                | "The Judgment Of The Waterfall" (폭포의 심판)                      | Kim Jung Wan                       | 2:18                               |
| 55.                                | "Blood Oath" (피의 맹세)                                           | Kim Hyun Do                        | 2:22                               |
| 56.                                | "Pure Souls" (순백한 영혼들)                                       | Seo Ye Rin                         | 1:34                               |
| 57.                                | "The Xabara Of Momo" (모모의 샤바라)                               | Kim Hyun Do                        | 2:57                               |
| 58.                                | "Second Coming Of Inaishingi" (이나이신기의 재림)                  | Shin Yoo Jin                       | 2:51                               |
| 59.                                | "Conspiracy Of Asa Ron" (아사론의 음모)                            | Joo In Ro                          | 2:17                               |
| 60.                                | "Rising Ground" (일어나는 땅)                                      | Kim Hyun Do                        | 2:35                               |
| 61.                                | "Blade Of Threat" (위협의 칼날)                                    | Seo Ye Rin                         | 2:14                               |
| 62.                                | "Beginning Of Tragedy" (비극의 시작)                               | Shin Yoo Jin                       | 2:30                               |
| 63.                                | "Pursuit Of Blood" (피로 물든 추격)                                | Joo In Ro                          | 2:46                               |
| Tổng thời lượng:                   | Tổng thời lượng:                                                   | Tổng thời lượng:                   | 3:16:24                            |

## Tỷ suất người xem
Biên niên sử Arthdal được phát sóng trên tvN, một kênh truyền hình cáp/trả phí, thường có lượng người xem thấp hơn so với các kênh truyền hình miễn phí/công cộng (KBS, SBS, MBC và EBS). Tập đầu tiên ghi nhận mức tỷ suất người xem trung bình là 6,7% và đạt mức cao nhất là 8%, giữ vị trí đầu tiên cho tất cả các bộ phim truyền hình trong khung giờ của nó, bao gồm cả các kênh truyền hình công cộng khác. Tỷ suất người xem cao nhất của bộ phim là 7,7% trong tập 4. Tập cuối cùng của bộ phim đạt mức tỷ suất người xem trung bình là 7,4% trên toàn quốc. Bộ phim được xếp hạng trong danh sách 50 bộ phim truyền hình Hàn Quốc có tỷ suất người xem cao nhất trong lịch sử truyền hình cáp
| Mùa | Mùa | Số tập | Số tập | Số tập | Số tập | Số tập | Số tập | Số tập | Số tập | Số tập | Số tập | Số tập | Số tập | Số tập | Số tập | Số tập | Số tập | Số tập | Số tập | Trung bình |
| Mùa | Mùa | 1      | 2      | 3      | 4      | 5      | 6      | 7      | 8      | 9      | 10     | 11     | 12     | 13     | 14     | 15     | 16     | 17     | 18     | Trung bình |
| --- | --- | ------ | ------ | ------ | ------ | ------ | ------ | ------ | ------ | ------ | ------ | ------ | ------ | ------ | ------ | ------ | ------ | ------ | ------ | ---------- |
|     | 1   | 1.840  | 2.001  | 1.674  | 2.120  | 1.507  | 1.930  | 1.490  | 1.597  | 1.610  | 1.865  | 1.632  | 1.813  | 1.728  | 1.970  | 1.461  | 1.812  | 1.720  | 1.999  | 1.765      |

| Tập | Ngày phát sóng                   | Tỷ lệ người xem trung bình (AGB Nielsen) | Tỷ lệ người xem trung bình (AGB Nielsen) |
| Tập | Ngày phát sóng                   | Toàn quốc                                | Seoul                                    |
| Phần 1: Đứa trẻ của lời tiên tri | Phần 1: Đứa trẻ của lời tiên tri | Phần 1: Đứa trẻ của lời tiên tri         | Phần 1: Đứa trẻ của lời tiên tri         |
| --- | -------------------------------- | ---------------------------------------- | ---------------------------------------- |
| 1 | 1 tháng 6, 2019                  | 6.729%                                   | 7.736%                                   |
| 2 | 2 tháng 6, 2019                  | 7.310%                                   | 8.222%                                   |
| 3 | 8 tháng 6, 2019                  | 6.435%                                   | 6.454%                                   |
| 4 | 9 tháng 6, 2019                  | 7.705%                                   | 8.952%                                   |
| 5 | 15 tháng 6, 2019                 | 5.787%                                   | 5.955%                                   |
| 6 | 16 tháng 6, 2019                 | 7.226%                                   | 7.757%                                   |
| Phần 2: Bầu trời mở ra, mặt đất nổi lên |                                  |                                          |                                          |
| 7 | 22 tháng 6, 2019                 | 5.792%                                   | 6.199%                                   |
| 8 | 23 tháng 6, 2019                 | 6.496%                                   | 7.110%                                   |
| 9 | 29 tháng 6, 2019                 | 5.767%                                   | 6.408%                                   |
| 10 | 30 tháng 6, 2019                 | 6.775%                                   | 7.461%                                   |
| 11 | 6 tháng 7, 2019                  | 6.258%                                   | 7.131%                                   |
| 12 | 7 tháng 7, 2019                  | 6.771%                                   | 7.325%                                   |
| Phần 3: Arth, nơi khởi nguồn của mọi huyền thoại |                                  |                                          |                                          |
| 13 | 7 tháng 9, 2019                  | 6.115%                                   | 6.767%                                   |
| 14 | 8 tháng 9, 2019                  | 7.200%                                   | 8.068%                                   |
| 15 | 14 tháng 9, 2019                 | 4.830%                                   | 5.416%                                   |
| 16 | 15 tháng 9, 2019                 | 6.924%                                   | 7.440%                                   |
| 17 | 21 tháng 9, 2019                 | 6.412%                                   | 7.251%                                   |
| 18 | 22 tháng 9, 2019                 | 7.373%                                   | 7.581%                                   |
| Trung bình | Trung bình                       | 6.550%                                   | 7.180%                                   |
| Đặc biệt | 26 tháng 5, 2019                 | 2.290%                                   | 2.804%                                   |
| - Các số màu xanh biểu thị cho xếp hạng thấp nhất và các số màu đỏ biểu thị cho xếp hạng cao nhất. - Bộ phim này được phát sóng trên một kênh truyền hình cáp/trả phí nên thường có lượng người xem thấp hơn so với các kênh truyền hình miễn phí/công cộng (KBS, SBS, MBC và EBS). |                                  |                                          |                                          |

## Giải thưởng và đề cử
| Năm  | Giải thưởng              | Hạng mục                            | Đề cử                | Kết quả   | Nguồn         |
| ---- | ------------------------ | ----------------------------------- | -------------------- | --------- | ------------- |
| 2018 | Korea First Brand Awards | Bộ phim được mong đợi nhất năm 2019 | Biên niên sử Arthdal | Đoạt giải | [ 57 ]        |
| 2019 | 12th Korea Drama Awards  | Giải thưởng xuất sắc, Nữ diễn viên  | Kim Ji-won           | Đề cử     | [ 58 ]        |
| 2019 | Asia Artist Awards       | Nam diễn viên của năm (Daesang)     | Jang Dong-gun        | Đoạt giải | [ 59 ]        |
| 2019 | 9th Korean Wave Awards   | Giải thưởng lớn về du lịch văn hóa  | Osan                 | Đoạt giải | [ 60 ] [ 61 ] |